# Viganella
Viganella es un pequeño pueblo de Italia de 185 habitantes (aproximadamente 50 viven de forma estable) perteneciente al municipio de Borgomezzavalle, en la provincia de Verbano-Cusio-Ossola de la región de Piamonte. Se encuentra a unos 120 km al norte de Turín y a unos 30 km hacia al noroeste de Verbania. 
Fue un municipio independiente hasta el 31 de diciembre de 2015, en que fue disuelto y pasó a formar parte del municipio de Borgomezzavalle.

## Notoriedad mundial: el espejo gigante
Viganella se convirtió en un pueblo famoso en todo el mundo el domingo día 17 de diciembre del 2006, debido a la inauguración de un espejo gigante controlado por ordenador en una de las laderas del valle, cuyo objetivo es reducir las horas de penumbra en el periodo invernal (83 días, aproximadamente del 11 de noviembre al 2 de febrero), como consecuencia de que el sol queda oculto tras las montañas en este periodo.
El espejo de acero bruñido consta de 14 paneles y una superficie de 40 metros cuadrados. Se encuentra a una altitud de 1.100 metros en el monte Scagiola. Su coste aproximado es de 99.900 euros. Capta y refleja la luz durante seis horas, siendo especialmente efectivo a las 11 de la mañana, cuando se establece una alineación óptima entre el espejo y los lugares que ilumina (principalmente la plaza del pueblo).
La inauguración del espejo causó gran expectación en todo el mundo, hecho que se reflejó en la asistencia de medios de comunicación como Al Yazira y representación oficial de Huelva, ciudad con la que está hermanada. 
Este fenómeno es paralelo con otro gran espejo reflector, el de Rjukan en Noruega, inaugurado en 2013 según un proyecto ideado un siglo antes, en 1913.

## Evolución demográfica
| Gráfica de evolución demográfica de Viganella entre 1861 y 2001 |
|                                                                 |
| Fuente ISTAT - elaboración gráfica de Wikipedia                 |